# قائمة رؤساء وزراء الدانمارك
رئيس وزراء الدنمارك هو رئيس حكومة مملكة الدنمارك ورئيس مجلس الوزراء؛ منذ عام 1918 حملوا لقب «وزير الدولة» (الدنماركية:statsminister). يعيين رئيس الوزراء رسميًا من قبل الملك، الذي هو رأس الدولة.
رئيس الوزراء الدنماركي الحالي هو مته فريدريكسن تمثل الحزب الاشتراكي الديمقراطي. تولت مته فريدريكسن المنصب في 27 يونيو 2019، وهي ثاني رئيسة وزراء في تاريخ البلاد، بعد زميلتها في الحزب الاشتراكي هيلي تورنينج-شميت التي خدمت من 2011 إلى 2015.

## رؤساء وزراء الدانمارك (1918 - حتى الآن)

### رؤساء الوزراء تحت كريستيان العاشر(1912–1947)
رمز:
† توفي في المنصب
| الصورة                                                                       | الصورة              | رئيس الوزاراء (الولادة-الوفاة)  | في المنصب      | في المنصب      | في المنصب         | الحزب السياسي    | الانتخابات                        | الائتلاف                                                                                                | وزارة                                                         |
| الصورة                                                                       | الصورة              | رئيس الوزاراء (الولادة-الوفاة)  | استلم المنصب   | ترك المنصب     | المدة             | الحزب السياسي    | الانتخابات                        | الائتلاف                                                                                                | وزارة                                                         |
| ---------------------------------------------------------------------------- | ------------------- | ------------------------------- | -------------- | -------------- | ----------------- | ---------------- | --------------------------------- | --- | ------------------------------------------------------------- |
| 5                                                                            | كارل تيودور زحلة    | كارل تيودور زحلة (1866–1946)    | 21 أبريل 1918  | 30 مارس 1920   | 1 سنة و344 أيام   | Social Liberals  | 1918                              | الحزب الليبرالي الاجتماعي                                                                               | وزارة زحلة الثانية                                            |
| 6                                                                            | أوتو ليبي           | أوتو ليبي (1860–1929)           | 30 مارس 1920   | 5 أبريل 1920   | 6 أيام            | مستقل            | –                                 | حكومة تصريف الأعمال                                                                                     | وزارة ليبي                                                    |
| 7                                                                            | ميخائيل بيدرسن فريس | ميخائيل بيدرسن فريس (1857–1944) | 5 أبريل 1920   | 5 مايو 1920    | 30 أيام           | مستقل            | –                                 | حكومة تصريف الأعمال                                                                                     | وزارة فريس                                                    |
| 8                                                                            | نيلز نيرجارد        | نيلز نيرجارد (1854–1936)        | 5 مايو 1920    | 23 أبريل 1924  | 3 سنوات و354 أيام | Venstre          | أبريل 1920 يوليو 1920 سبتمبر 1920 | الحزب الليبرالي                                                                                         | وزارة نيرجارد الثانية – الثالثة                               |
| 9                                                                            | ثورفالد ستونينغ     | ثورفالد ستونينغ (1873–1942)     | 23 أبريل 1924  | 14 ديسمبر 1926 | 2 سنوات و235 أيام | Social Democrats | 1924                              | الحزب الاشتراكي الديمقراطي                                                                              | وزارة ستونينغ الأولى                                          |
| 10                                                                           | توماس مادسن ميغدالl | توماس مادسن ميغدالl (1876–1943) | 14 ديسمبر 1926 | 30 أبريل 1929  | 2 سنوات و137 أيام | Venstre          | 1926                              | الحزب الليبرالي                                                                                         | وزارة ميغدال                                                  |
| (9)                                                                          | ثورفالد ستونينغ     | ثورفالد ستونينغ (1873–1942)     | 30 أبريل 1929  | 3 مايو 1942 †  | 13 سنوات و3 أيام  | Social Democrats | 1929 1932 1935 1939               | الحزب الاشتراكي الديمقراطي – الحزب الليبرالي الاجتماعي (1929 – 1940) حكومة الوحدة الوطنية (1940 – 1942) | وزارة ستونينغ الثانية – الثالثة – الرابعة – الخامسة – السادسة |
| 11                                                                           | فيلهلم بوهل         | فيلهلم بوهل (1881–1954)         | 4 مايو 1942    | 9 نوفمير 1942  | 189 أيام          | Social Democrats | –                                 | حكومة الوحة الوطنية                                                                                     | وزارة بوهل الأولى                                             |
| 12                                                                           | إريك سكافينيوس      | إريك سكافينيوس (1877–1962)      | 9 نوفمبر 1942  | 29 أغسطس 1943  | 293 أيام          | مستقل            | 1943                              | حكومة الوحدة الوطنية                                                                                    | وزارة سكافينيوس الأولى                                        |
| لا حكومة دنماركية (29 أغسطس 1943)- 5 مايو 1945). تولى السكرتير الدائم المنصب |                     |                                 |                |                |                   |                  |                                   | |                                                               |
| (11)                                                                         | فيلهلم بوهل         | فيلهلم بوهل (1881–1954)         | 5 مايو 1945    | 7 نوفمبر 1945  | 186 أيام          | Social Democrats | –                                 | حكومة الوحدة الوطنية                                                                                    | وزارة بوهل الثانية                                            |
| 13                                                                           | جون كريستنسن        | جون كريستنسن (1880–1962)        | 7 نوفمبر 1945  | 13 نوفمبر 1947 | 2 سنوات و6 أيام   | Venstre          | 1945                              | الحزب الليبرالي                                                                                         | وزارة كريستنسن                                                |

### رؤساء الوزراء في عهد فريدريك التاسع (1947-1972)
| الصورة | الصورة              | رئيس الوزاراء (الولادة-الوفاة)  | في المنصب      | في المنصب        | في المنصب         | الحزب السياسي    | الانتخابات | الائتلاف | وزارة                          |
| الصورة | الصورة              | رئيس الوزاراء (الولادة-الوفاة)  | استلم المنصب   | ترك المنصب       | المدة             | الحزب السياسي    | الانتخابات | الائتلاف | وزارة                          |
| ------ | ------------------- | ------------------------------- | -------------- | ---------------- | ----------------- | ---------------- | ---------- | --- | ------------------------------ |
| 14     | هانز هيدتوفت        | هانز هيدتوفت (1903–1955)        | 13 نوفمبر 1947 | 30 أكتوبر 1950   | 2 سنوات و351 أيام | Social Democrats | 1947       | الحزب الاشتراكي الديمقراطي (1947 – 1950) | وزارة هيدتوفت الأولى           |
| 15     | إيريك إريكسون       | إيريك إريكسون (1902–1972)       | 30 أكتوبر 1950 | 30 سبتمبر 1953   | 2 سنوات و335 أيام | Venstre          | 1950 1953  | الحزب الليبرالي – حزب الشعب المحافظ (1950 – 1953) | وزارة إريكسون                  |
| (14)   | هانز هيدتوفت        | هانز هيدتوفت (1903–1955)        | 30 سبتمبر 1953 | 29 يناير 1955 †  | 1 سنة و121 أيام   | Social Democrats | 1953       | الحزب الاشتراكي الديمقراطي (1953 – 1955) | وزارة هيدتوفت الثانية          |
| 16     | هانز كريستيان هانسن | هانز كريستيان هانسن (1906–1960) | 1 فبراير 1955  | 19 فبراير 1960 † | 5 سنوات و18 أيام  | Social Democrats | — 1957     | الحزب الاشتراكي الديمقراطي (1955 – 1957) لحزب الاشتراكي الديمقراطي – الحزب الليبرالي الاجتماعي – حزب العدالة (1957 – 1960)                             | وزارة هانسن الأولى – الثانية   |
| 17     | فيغو كامبمان        | فيغو كامبمان (1910–1976)        | 21 فبراير 1960 | 3 سبتمبر 1962    | 2 سنوات و194 أيام | Social Democrats | — 1960     | لحزب الاشتراكي الديمقراطي – الحزب الليبرالي الاجتماعي – حزب العدالة (1960 – 1960) الحزب الاشتراكي الديمقراطي – الحزب الليبرالي الاجتماعي (1960 – 1962) | وزارة كامبمان الأولى – الثانية |
| 18     | جينز أوتو كراغ      | جينز أوتو كراغ (1914–1978)      | 3 سبتمبر 1962  | 2 فبراير 1968    | 5 سنوات و152 أيام | Social Democrats | — 1964     | الحزب الاشتراكي الديمقراطي – الحزب الليبرالي الاجتماعي (1962 – 1964) الحزب الاشتراكي الديمقراطي (1964 – 1968)                                          | وزارة كراغ الأولى – الثانية    |
| 19     | هيلمر باونسجارد     | هيلمر باونسجارد (1920–1989)     | 2 فبراير 1968  | 11 أكتوبر 1971   | 3 سنوات و251 أيام | Social Liberals  | 1968       | الحزب الليبرالي الاجتماعي – حزب الشعب المحافظ – الحزب الليبرالي (1968 – 1971)                                                                          | وزارة باونسجارد                |
| (18)   | جينز أوتو كراغ      | جينز أوتو كراغ (1914–1978)      | 11 أكتوبر 1971 | 5 أكتوبر 1972    | 360 أيام          | Social Democrats | 1971       | الحزب الاشتراكي الديمقراطي (1971 – 1972) | وزارة كراغ الثالثة             |

### رؤساء الوزراء في عهد مارغريت الثاني (1972–الآن)
| الصورة | الصورة             | رئيس الوزاراء (الولادة-الوفاة) | في المنصب      | في المنصب      | في المنصب          | الحزب السياسي                | الانتخابات          | الائتلاف | وزارة                                                         |
| الصورة | الصورة             | رئيس الوزاراء (الولادة-الوفاة) | استلم المنصب   | ترك المنصب     | المدة              | الحزب السياسي                | الانتخابات          | الائتلاف | وزارة                                                         |
| ------ | ------------------ | ------------------------------ | -------------- | -------------- | ------------------ | ---------------------------- | ------------------- | --- | ------------------------------------------------------------- |
| 20     | أنكار يورغنسن      | أنكار يورغنسن (1922–2016)      | 5 أكتوبر 1972  | 19 ديسمبر 1973 | 1 سنة و75 أيام     | Social Democrats             | —                   | الحزب الاشتراكي الديمقراطي (1972 – 1973) | وزارة يورغنسن                                                 |
| 21     | بول هرتلينغ        | بول هرتلينغ (1914–2000)        | 19 ديسمبر 1973 | 13 فبرابر 1975 | 1 سنة و56 أيام     | Venstre                      | 1973                | الحزب الليبرالي (1973 – 1975) | وزارة هرتلينغ                                                 |
| (20)   | أنكار يورغنسن      | أنكار يورغنسن (1922–2016)      | 13 فبراير 1975 | 10 سبتمبر 1982 | 7 سنوات و209 أيام  | Social Democrats             | 1975 1977 1979 1981 | الحزب الاشتراكي الديمقراطي (1975 – 1978) الحزب الاشتراكي الديمقراطي الحزب الليبرالي (1978 – 1979) الحزب الاشتراكي الديمقراطي (1979 – 1982) | وزارة يورغنسن الأولى – الثانية – الثالثة – الرابعة – الخامسة  |
| 22     | بول شلوتر          | بول شلوتر (ولد 1929)           | 10 سبتمبر 1982 | 25 يناير 1993  | 10 سنوات و137 أيام | حزب الشعب المحافظ (الدنمارك) | 1984 1987 1988 1990 | حزب الشعب المحافظ – الحزب الليبرالي – حزب الوسط الديمقراطي – الديمقراطيون المسيحيون (1984 – 1988) حزب الشعب المحافظ – الحزب الليبرالي – الحزب الليبرالي الاجتماعي (1988 – 1990) حزب الشعب المحافظ – الحزب الليبرالي (1990 – 1993)                                                     | وزارة شلوتر الأولى – الثانية – الثالثة – الرابعة              |
| 23     | بول نيروب راسموسين | بول نيروب راسموسين (ولد 1943)  | 25 يناير 1993  | 27 نوفمبر 2001 | 8 سنوات و306 أيام  | Social Democrats             | — 1994 1998         | الحزب الاشتراكي الديمقراطي – الحزب الليبرالي الاجتماعي – حزب الوسط الديمقراطي – الديمقراطيون المسيحيون (1993 – 1994) الحزب الاشتراكي الديمقراطي – الحزب الليبرالي الاجتماعي – حزب الوسط الديمقراطي (1994 – 1996) الحزب الاشتراكي الديمقراطي – الحزب الليبرالي الاجتماعي (1996 – 2001) | وزارة بول نيروب راسموسين الأولى – الثانية – الثالثة – الرابعة |
| 24     | أندرس فوغ راسموسن  | أندرس فوغ راسموسن (ولد 1953)   | 27 نوفمبر 2001 | 5 أبريل 2009   | 7 سنوات و129 أيام  | Venstre                      | 2001 2005 2007      | الحزب الليبرالي – حزب الشعب المحافظ (2001 – 2009) | وزارة أندرس فوغ راسموسن الأولى – الثانية – الثالثة            |
| 25     | لارس لوكه راسموسن  | لارس لوكه راسموسن (ولد 1964)   | 5 أبريل 2009   | 3 أكتوبر 2011  | 2 سنوات و181 أيام  | Venstre                      | —                   | الحزب الليبرالي – حزب الشعب المحافظ | وزارة لارس لوكه راسموسن الأولى                                |
| 26     | هيلي تورنينج-شميت  | هيلي تورنينج-شميت (ولد 1966)   | 3 أكتوبر 2011  | 28 يونيو 2015  | 3 سنوات و298 أيام  | Social Democrats             | 2011                | الحزب الاشتراكي الديمقراطي – الحزب الليبرالي الاجتماعي – حزب الشعب المحافظ (2011 – 2014) الحزب الاشتراكي الديمقراطي – الحزب الليبرالي الاجتماعي (2014 – 2015) | وزارة هيلي تورنينج-شميت الأولى – الثانية                      |
| (25)   | لارس لوكه راسموسن  | لارس لوكه راسموسن (ولد 1964)   | 28 يونيو 2015  | 27 يونيو 2019  | 9 سنوات و321 أيام  | Venstre                      | 2015                | الحزب الليبرالي (2015 – 2016) الحزب الليبرالي – التحالف الليبرالي – حزب الشعب المحافظ (2016 – 2019) | وزارة لارس لوكه راسموسن الثانية – الثالثة                     |
| 27     | مته فريدريكسن      | مته فريدريكسن (ولد 1977)       | 27 يونيو 2019  | Incumbent      | 5 سنوات و322 أيام  | Social Democrats             | 2019 — 2022         | الحزب الاشتراكي الديمقراطي (since 2019) | وزارة فريدريكسن الأولى، وزارة فريدريكسن الثانية               |